# Léopold-Eberhard de Wurtemberg
 (décembre 2014).
Léopold Eberhard de Wurtemberg (1670-1723) est un noble et militaire européen des dix-septième et dix-huitième siècles. Il fut prince de Montbéliard. Mal-aimé à cause de sa vie dissolue et de sa rapacité, il fut néanmoins celui qui invita les anabaptistes chassés d'Alsace à s'installer à Montbéliard et qui permit de ce fait à l'agriculture franc-comtoise de réaliser d'importants progrès.

## Biographie
Léopold-Eberhard succède à son père George II de Wurtemberg en 1699.
Auparavant, il avait d'abord embrassé une carrière militaire au service de l'Autriche. L'Empereur germanique, Léopold, l'avait nommé au rang de colonel, et il fit plusieurs campagnes en Hongrie lors de la Grande Guerre turque. Il commandait la place de Tokaj lorsque les Turcs en entreprirent le blocus et il les chassa de toute la contrée. C'est au cours de son long séjour en Silésie qu'il fit la connaissance de sa première maîtresse du nom d'Anne-Sabine Hedwiger ; elle était femme de chambre à la cour des Wurtemberg à Oëls (Oleśnica, Pologne) où résidait Léopold Eberhard ; il la séduisit, et l'épousa secrètement alors que son père George II s'apprêtait à lui faire prendre une princesse de la haute aristocratie.
Pour rendre plus respectable ce mariage morganatique, à la demande pressante de Léopold auprès de l'Empereur, on fit savoir que les ancêtres de la famille Hedwiger avaient des origines nobles, ayant à maintes reprises servi l'Empire et prouvé son dévouement à tous les égards... Toute une fausse généalogie fut construite pour justifier la requête ! L'empereur fut marqué de condescendance et en 1701, Anne-Sabine reçut le titre de comtesse de Sponeck. Léopold-Eberhard voulut encore honorer les membres de sa belle-famille : par le même acte, l'Empereur conféra aux frères de son épouse, le titre de comte de Sponeck (de). Cette seigneurie était un lopin de terre situé sur les bords du Rhin (en Alsace ; en fait en Bade), qui appartenait à la famille de Wurtemberg depuis des générations.
Mais Léopold-Eberhard était devenu rapidement infidèle. Lors de ses campagnes contre les Turcs, il s'était lié d'amitié avec Richard Curie, dit « l'Espérance » (nom de guerre), un sergent de justice en la ville de Montbéliard qui s'était également exilé en Silésie. Le barbon avait quatre filles. Les demoiselles (plus particulièrement Henriette-Edwig et Elisabeth-Charlotte Curie de l'Espérance) surent séduire l'époux d'Anne-Sabine.
Quand la famille fut de retour à Montbéliard en février 1698 après la paix de Ryswick (1697), Léopold-Eberhard persuada son épouse de se les attacher comme dames de compagnie. Toutes allaient devenir ses maîtresses qui lui donnèrent belle progéniture illégitime. Finalement, on lui totalisera 18 enfants. Léopold-Eberhard eut des relations durables avec Henriette-Edwige qui lui donna 7 enfants. Après avoir divorcé d'Anne-Sabine (1714), il contracta un nouveau mariage avec Elisabeth-Charlotte, la propre sœur d'Henriette, qui lui donna 6 enfants.
Déjà méprisé de ses sujets pour ses injustices et la vie licencieuse qu'il menait publiquement, il s'attacha par des méthodes frauduleuses à augmenter ses biens. On sait qu'après les désastres de la guerre de Trente Ans le droit de déshérence avait été exercé par son devancier, Léopold-Frédéric, et que des biens vacants étaient entrés dans son domaine. Léopold-Eberhard prétendait qu'il en demeurait encore... C'est ainsi qu'il envoya en 1713, dans chaque localité, des agents chargés de saisir en son nom les biens immobiliers dont les possesseurs étaient hors d'état de produire les titres de propriété. Cette mesure produisit d'odieuses expropriations. Les habitants trop craintifs et peu instruits n'osèrent s'y opposer avec toute l'énergie qu'il eût fallu.
Dans chaque village, et surtout dans la seigneurie d'Étobon (près d'Héricourt), le prince s'appropriait des maisons pour y placer des fermiers de ses grands domaines. Parmi ceux-ci, se trouvaient surtout des anabaptistes ou mennonites, expulsés du canton de Berne puis d'Alsace pour cause de religion. Les bonnes pratiques qu'ils introduisirent dans le pays pour la culture des terres et l'élevage exercèrent une heureuse influence sur les populations locales qui, peu à peu, renoncèrent à leur funeste incurie et à leur routine ; c'est à eux que l'on doit la propagation de la pomme de terre dans le pays de Montbéliard, ainsi que l'amélioration de la race bovine (vaches montbéliardaises).
Ce fut là, sans doute, l'une des rares actions positives à mettre au crédit du prince Léopold-Eberhard au cours de son règne...
Le comportement et les excès du souverain ne pouvaient que déplaire aux bourgeois de la cité. De très graves altercations se produisirent au cours de l'année 1704 ; le prince, dans son absolutisme, venait tout bonnement de retirer au Magistrat (Corps municipal) ses libertés municipales, et les bourgeois s'empressèrent de faire appel devant la Chambre impériale. Dans son outrecuidance, Léopold méprisa la démarche et considéra l'acte comme une atteinte à sa personne ! Il fit intervenir l'ennemi abhorré, en demandant au roi de France des troupes pour rétablir l'ordre...
Anne-Sabine Hedwiger, sa première femme (ou compagne), obtenait le divorce en 1714. Raison invoquée : « incompatibilité d'humeur ».
En 1715, Léopold-Eberhard voulut fixer l'état de ses maîtresses et de leurs enfants : il déclara le vice de leur origine et leur incapacité à lui succéder dans un traité conclu à Wildbaaden, avec son cousin, le chef de la Sérénissime Maison de l’État du Wurtemberg : le duc Eberhard-Louis. Il fit jurer à tous ses conseillers d'exécuter ce pacte, auquel accédèrent Anne-Sabine, ainsi qu’Elisabeth-Charlotte de l'Espérance, qui avait survécu à sa sœur Edwige.
Le 25 mars 1723, le prince Léopold-Eberhard, dans un dernier soupir, rendit son âme à Dieu, à l'âge de 53 ans. Deux jours plus tard, on descendit de nuit sa dépouille dans la crypte de l'Église Saint-Maimbœuf de Montbéliard sans pompes ni éloges funèbres. Sa disparition éteignait la lignée des ducs de Montbéliard-Wurtemberg.
Quelques mois plus tard, on apprit que l'empereur Charles VI s'opposait à ce que la Bourgeoisie de Montbéliard reconnaisse pour leurs princes et princesses les enfants du duc. D'abord, en vertu du traité évoqué plus haut, doublé qu'aucun acte de son premier mariage ne figurait en l'église où, soi-disant, il s'était marié en Silésie. En second lieu, l'acte de son second mariage à Montbéliard avait été falsifié pour rendre habiles les enfants illégitimes qu'il avait eus avec Henriette-Edwige. Les deux mariages furent purement et simplement cassés.
Les descendants du duc s'acharnèrent cependant à prendre des mesures pour faire valoir leurs droits à la succession. Ce fut particulièrement Georges-Léopold, le second fils de son premier "mariage" qui était soutenu par des notables de la ville dans sa démarche. Mais au bout du compte, le Corps municipal s'appuya sur la décision de l'Empereur Charles VI.
Après la mort de Léopold-Eberhard, le duc Eberhard-Louis de Wurtemberg, enfant du duc Guillaume-Louis de Wurtemberg et de Madeleine-Sibylle de Hesse-Darmstadt, devenait souverain légitime du comté de Montbéliard.

## Descendance
Le prince se marie d’abord morganatiquement, en juin 1695, en Silésie, avec Anne-Sabine Hedwiger (1676-1735), qui sera faite comtesse de Sponeck (de) (ainsi que ses frères Georges-Guillaume et Jean-Rodolphe). Le couple eut 4 enfants :
- Léopold-Eberhard (1695-1709),
- Léopoldine-Eberhardine, comtesse de Sponeck (février 1697-† après 1724), épouse en 1719 Karl-Léopold de Sandersleben-Coligny (†1763) ci-dessous :
  - Eléonore-Charlotte de Sandersleben (1720-1781), co-comtesse de Coligny, épouse de Louis Christophe de Faucigny-Lucinge
  - Anne-Elisabeth de Sandersleben (1722-1793), co-comtesse de Coligny, épouse en 1747 Thomas de Pillot, seigneur de Chenecey
- Georges-Léopold, comte de Sponeck (décembre 1697-† 1750), se marie en 1719 à Eléonore-Charlotte de Sandersleben-Coligny (1700-1773) ci-dessous
- Charlotte-Léopoldine (décédée en bas âge)

Liaison avec Henriette-Edwige Curie (fille de Richard Curie dit l'Espérance), qui sera faite baronne de L'Espérance (1675-† 1707) 
[divorcée de Johann Ludwig de Sandersleben, dont légalement : Karl-Léopold de Sandersleben, comte de Coligny (†1763), Ferdinand-Eberhard de Sandersleben, comte de Coligny (1699-1763), et Eléonore-Charlotte de Sandersleben (1700-1773), adoptés par Léopold-Eberhard leur beau-père, héritent du comté de Coligny (-le Neuf) conjointement avec leurs demi-frères et demi-sœurs de L'Espérance (en fait Karl-Léopold, Ferdinand-Eberhard et Eléonore-Charlotte étaient très probablement des enfants naturels du prince Léopold-Eberhard et Henriette-Edwige, ce qui fait que Léopoldine-Eberhardine de Sponeck ci-dessus épousa sans doute son demi-frère Karl-Léopold de Sandersleben-Coligny en une union incestueuse, et George-Léopold de Sponeck sa demi-sœur Eléonore-Charlotte de Sandersleben-Coligny).

Elle eut 5 enfants de lui, dont :
- Elisabeth de L'Espérance 1702-1703
- Eberhardine de L'Espérance, comtesse de Coligny 1703-1724
- Léopold Eberhard de L'Espérance 1704-1705
- Léopoldine Eberhardine de L'Espérance, comtesse de Coligny 1705-1756

Léopold Eberhard divorce en 1714 de sa première épouse (Anne-Sabine Hedwiger)
Second mariage en 1718 à Montbéliard, avec Elisabeth-Charlotte Curie (1684 (1690 ?)-1733 ; sœur cadette d'Henriette-Edwige ci-dessus), baronne de l'Espérance.
Le couple eut 6 enfants, dont :
- Henriette Hedwige de L'Espérance 1711-1728
- Léopold Eberhard de L'Espérance 1712-1730
- Georges de L'Espérance 1714-1715
- Karl Léopold, comte de Horneburg 1716-1793
- Elisabeth Charlotte de L'Espérance 1717-1729
- Georges Friedrich de L'Espérance, comte de Horneburg 1722-1760